# Сірайсі Кірара
Кірара Сірайсі (англ. Kirara Shiraishi, нар. 31 травня 1995) — японський легкоатлет, який спеціалузіється в спринтерських дисциплінах, призер чемпіонату світу в естафеті 4×100 метрів.
На світовій першості-2019 у Досі здобув «бронзу» в естафетному бігу 4×100 метрів.